# Darja Kaščejevová
Darja Kaščejevová (rusky Дарья Кащеева, Darja Kaščejeva, Daria Kashcheeva; * 1. dubna 1986 Dušanbe) je česko-ruská režisérka animovaných filmů. Za své krátkometrážní snímky byla oceněna na tuzemských i zahraničních festivalech. Je držitelkou Studentského Oscara za film Dcera (2019) či ceny za Nejlepší krátký film z Mezinárodního filmového festivalu v Torontu za film Electra (2023). Ve svých filmech často experimentuje s nejrůznějšími animačními technikami.

## Život
Narodila se v hlavním městě Tádžikistánu Dušanbe, od 4 let však žila s rodiči v ruské Moskvě. Rodiče ji v mladším věku dali do hudební školy, což ovlivnilo i volbu jejího pomaturitního studia. Vystudovala klavír na Moskevské konzervatoři a hudební režii v Moskevské hudební akademii sester Gněsiných. Tam dokončila v roce 2012 magisterské studium hudební režie. Pracovala jako zvukařka v moskevských divadlech (MCHAT, Satirikon, Modern), a to už v období jejího studia. Při práci zvukařky se také setkala s prostředím animovaného filmu, který ji oslovil. Později se však začala potýkat s tvůrčí krizí, ale i tamní politickou situací a poté (v roce 2014) se svým manželem, hercem Alexanderem Kaščejevem, přesunuli do Česka.
„Krátce před třicítkou jsem se ocitla v takovém zvláštním vakuu. Pracovala jsem jako sound designérka v divadle, ale kreativně mě to nenaplňovalo. Cítila jsem, že potřebuji víc prostoru pro vlastní tvorbu,“ vzpomíná. (...) Náhodou se dostala k práci na hudbě pro animovaný film, a ačkoli se předtím nikdy výtvarně nevyjadřovala, svět filmové animace ji okouzlil. „Doma jsem pak zkoušela rozhýbat mandarinku a banán,“ usmívá se. Neskončilo to však u amatérských pokusů.
Právě po předchozím nadšení do tvorby animovaného filmu se tak rozhodla podat si přihlášku na Filmovou a televizní fakultu Akademie múzických umění v Praze (FAMU), kde chtěla studovat právě na Katedře animovaného filmu. Na první pokus sice přijata nebyla, hned na druhý pokus už však ano. Její manžel Alexander Kaščejev rovněž začal studovat na FAMU, a to na Katedře střihové skladby.
Pro svůj bakalářský film zvolila námět, který předložila v rámci přijímacího řízení. V roce 2019 měl tak premiéru její studentský krátký animovaný film Dcera, který získal Studentského Oscara a byl nominován na Oscara. V roce 2020 se tak stala také členkou americké Akademie filmového umění a věd. Právě úspěchy jejího filmu jí pomohly získat trvalý pobyt v Česku a následně i české občanství.
Na bakalářské studium pak navázala magisterským, v rámci něhož vytvořila snímek s názvem Electra (2023).

## Dílo
S přesunem do Prahy a nástupem na FAMU se začaly objevovat také její první studentské filmy. Vítr správným směrem (2016) je černobílý poetický film o změně a proměně vytvořený digitální kreslenkou. Na něj navazuje hravou etudou V popelnici (2017) z 2. ročníku, která se odehrává (jak už napovídá samotný název) uvnitř popelnice a sleduje nejrůznější proměny v ní rostoucích rostlin. K realizaci byla u tohoto filmu zvolená plošková animace s využitím různorodých objektů v propojení s pixilací (tj. animací živého člověka).
V roce 2017 přišel také její první výrazný úspěch na poli animovaného filmu. Se svým filmem To Accept (2017) zvítězila v soutěži Nespresso Talents. Film kombinuje nejrůznější animační techniky, včetně využití filmového pásu a byl kompletně snímán vertikálně. Hlavní roli ve filmu si zahrál manžel Darji Kaščejevové Alexander, film samotný reflektuje jejich setkání. Nominace a následné vítězství v této soutěži jí umožnila také první návštěvu filmového festivalu v Cannes a zároveň jí dodala také sebevědomí při oslovování producentů pro její bakalářský film.
Rok 2017 dal vzniknout ještě dvěma animovaným studentským cvičením. Tím prvním z nich je Oáza (2017), kreslený snímek o útěku z rušného centra velkoměsta. Druhým je krátký animovaný dokument Praha očima cizinců (2017).
V té době ale také probíhaly první práce na jejím bakalářském filmu Dcera (2019). Ten byl později realizován ve formě loutkové animace. Jednalo se o námět předložený k přijímacímu řízení. Příběh vztahu dcery a jejího otce, který je upoután na nemocniční lůžko. Náhlý náraz ptáčka na sklo, otevírá v dceři bolestnou dětskou vzpomínku a zároveň otevírá jejich složitý a odcizený vztah. Snímek využívá rozpohybované kamery, což je pro animovaný film zcela nezvyklý postup. Pro výrobu kulisy a základu loutek bylo využito dřevo, u loutek doplněné o papírmaš, který Kaščejevová použila pro napodobení lidské kůže i s jejími nedokonalostmi.
Snímek získal řadu ocenění, v Česku i v zahraničí. Mezi nimi byla i Křišťálová cena za absolventský film a Cena dětské poroty za nejlepší studentský film z festivalu animovaného filmu v Annecy, Cenu filmové české kritiky v kategorii Mimo kino, Cenu Magnesia za nejlepší studentský film od Česká filmové a televizní akademie, Studentského Oscara a také nominaci na Oscara v kategorii Nejlepší krátký animovaný film. V Česku byl film uváděn ve dvou pásmech i v kinech – FAMU v kině 01 a Trojhlas.

Při přípravě dalšího, tentokrát magisterského filmu Electra se nejdříve zaměřila na formu – zvolila si pixilaci v kombinaci s loutkovou animací. Poté bylo třeba vymyslet filmový námět:
Když jsem před pár lety začala psát námět, netušila jsem, že to bude o Elektře. Začala jsem od obrazu a od formy. Chtěla jsem totiž pracovat s herci. Zajímala mě v animaci práce s tělem. Měla jsem v hlavě obrazy, které však spolu navzájem nesouvisely. Dlouho jsem se trápila, že nemám příběh, který by tuhle formální stránku spojil. A pak jsem náhodou narazila na knihu Nancy Carter Electra: Tracing a Feminine Myth Through the Western Imagination, která rozvádí myšlenku, že v současném světě je mezi námi hrozně moc Elekter, tedy žen, které mají komplikovaný vztah ke své matce a nezdravě se upínají na svého otce. Carter vychází ze statistik, podle nichž se dnes každé druhé manželství rozpadá. Tam vidí příčinu Elektřina komplexu, protože dcery nemají často vzorec funkční rodiny a zdravého partnerského vztahu. Týká se to tedy všech dětí, ale mně šlo o ženské vnímání. K mému vizuálnímu nápadu pracovat s hercem a tělem to hodně sedlo.
 Kaščejevová se ve filmovém příběhu zaměřila na prožití jejích 10. narozenin, které zanechaly v Electře hluboké trauma. Samotná autorka o filmovém příběhu řekla: 
V mém filmu se dospělá Electra několikrát vrací ke klíčové scéně svých desátých narozenin. Na začátku filmu vypráví, jaká to byla skvělá oslava, přišly kamarádky, které jí záviděly dokonalé líčení. Postupně během filmu se ten umělý svět, ta maska, začíná rozpadat. Opadávají dlaždičky, fasáda. To je pro psychoanalýzu symbol zdi, za níž se skrývají skutečné pocity. Na konci ve stejném záběru mluví dospělá Electra o tom, co se skutečně stalo na jejích desátých narozeninách.
Snímek vznikal v mezinárodní koprodukci se Slovenskem a Francií. Stejně jako u Dcery, se opět produkce zhostila společnost MAUR film (producenti Zuzana Křivková a Martin Vandas). Electra (2023) byla společně s dalšími studentskými snímky uváděna v pásmu Čtyřhlas společně s dalšími třemi filmy. Zároveň se objevila na řadě festivalů a podobně jako Dcera získala různé ceny. Uvedena byla i na festivalu v Annecy a byla oceněna Cenou za nejlepší krátký film na Mezinárodním filmovém festivalu v Torontu.

## Filmografie
- Vítr správným směrem (2016) – studentský film
- V popelnici (2017) – studentský film
- To Accept (2017)
- Oása (2017) – studentský film
- Praha očima cizinců (2017) – studentský film
- Dcera (2019) – absolventský film, ocenění: Studentský Oscar
- Electra (2023) – absolventský film, ocenění: cena České filmové kritiky za Nejlepší krátký film